# Бомж із дробовиком
«Бомж з дробовиком» (англ. Hobo with a Shotgun) — канадський бойовик 2011 року режисера Джейсона Айзенера. Фільм є частиною проекту «Грайндхаус» і розвитком ідеї фальшивого трейлера, знятого режисером картини для конкурсу фальшивих трейлерів. Прем'єра фільму відбулася 21 січня 2011 року в США на кінофестивалі Санденс.

## Зміст
Головний герой — гобо (Рутгер Гауер), прибуває на товарному поїзді в «Місто надії». Але місто не відображає своєї назви. У ньому панують хаос і свавілля. Місто тримає в страху Дрейк (Брайан Дауні) — глава найбільшої угруповання в місті. У його брудних справах йому допомагають його сини: Айвен (Нік Бейтман) і Слік (Грегорі Сміт). Сам бомж став свідком того, як Дрейк і його сини вбили на очах у всіх Логана — брата Дрейка, відірвавши йому голову.
Бомж вирішує відвідати місцевий магазин, де знаходить газонокосарку за 49.99 $. Щоб купити її і займатися стрижкою газонів, бомж відправляється жебракувати. На вулиці він зауважує Сліка і Айвена, і відправляється за ними. Вони приходять в зал з аркадними автоматами, де шукають Отіса — хлопця, який заборгував їм гроші. Повія Еббі вирішує перешкодити їм. Вона велить Сліка відвалити від Отіса, але він не слухає. Коли Слік виходить з себе, він вирішує вбити Еббі, але її рятує Бомж, вдаривши сліки носком з монетами. Він хватає Сліка і веде його до поліцейської дільниці. Але начальник поліції виявився корумпованим, оскільки дозволяє Сліку бігти. Він і Айвен б'ють Бомжа, після чого вирізають у нього на грудях слово «Scum» (рос. Покидьок). Бомжу допомагає Еббі, яка бере його до себе додому і заліковує його рани. Так вони стають друзями. Наступного дня, Бомж відправляється до вуличного оператору, який заплатить Бомжу за різні дурниці на камеру. Так він заробляє достатньо грошей на газонокосарку. Але в магазин, який він прийшов, увірвалися грабіжники і взяли жінку і дитину в заручники. На сей раз терпіння Бомжа увірвався. Він схопив дробовик і розстріляв усіх грабіжників. Так як дробовик коштував також, як і газонокосарка, Бомж купив його і почав боротися зі злочинністю. Він вбиває десяток «покидьків», включаючи оператора і педофіла в костюмі Санта-Клауса.
Дрейк незадоволений діями Бомжа. Тоді Слік і Айвен приходять на стоянку шкільних автобусів, де спалюють один разом з дітьми. Потім, вони вбивають ведучого новин і пропонують жителям міста «гру» — життя бомжів за життя дітей. Жителі починають полювання на бездомних. Також, за бомжа починає полювати поліція. Один з поліцейських вирішує зґвалтувати Еббі, але її рятує Бомж. Вона відводить його до себе додому, але їх помічає Отіс, який видає Сліку місцезнаходження Бомжа.
Слік і Айвен знаходять Бомжа і намагаються його вбити. Слік починає різати горло Еббі, поки Айвен б'є Бомжа ковзанами. Бомж відбивається від Айвена і бере Сліка в заручники. Переляканий Айвен їде, а Бомж вбиває Сліка, вистріливши йому в пах. Але вмираючий Слік встигає по телефону розповісти все Дрейку. Тоді він викликає двох найманців в сталевий броні — Розрізу і Дробарки, чий дует відомий як «Чума». Бомж відвозить Еббі до лікарні, де її рятують лікарі, але «Чума» вже добирається до лікарні і вистачає Бомжа. Дрейк має намір стратити його також, як і Логана. Прийшовши в себе, Еббі бере дробовик Бомжа і робить ріжучий щит з кришки сміттєвого бака і мотора газонокосарки. Потім, вона схиляє людей до того, щоб раз і назавжди розправитися з Дрейком.
Еббі приходить на місце, де повинні вбити Бомжа. Використовуючи свій щит, вона розриває дробарки. Пізніше, вона бере Айвена в заручники, але Дрейк сам вбиває сина, сказавши, що «не побачив в ньому потенціалу». Розріз вже завів мотоцикл і готовий обезголовити Бомжа, як раптом Еббі перерубує канат. Дрейк накидається на неї і тисне головою на щит, бажаючи роздрібнити їй голову. Але Еббі підставляє руку, яку їй дробить до ліктя. Використовуючи випираючу кістку, Еббі забиває Дрейка майже до смерті. Потім, Еббі звільняє Бомжа і дає йому його дробовик. Дрейк наказує Розрізу вбити їх, але він вважає, що Еббі буде новою Дробаркою. Бомж відмовляється, і Розріз йде. Дрейк намагається поповзти, але його вистачає Бомж. Бомжа оточує поліція, а поліцію — городяни. Бомж говорить останню фразу: « Побачимося в Аду!», Після чого пострілом розриває голову Дрейка. Бомжа розстрілює поліція, а поліцію — городяни. Фільм закінчується зйомкою дробовика великим планом.
 У розширеній кінцівці, яка була вирізана, руку Еббі замінюють на дробовик і вона стає новим шибеником «Чуми».

## Ролі
| Актор          | Роль  |
| -------------- | ----- |
| Рутгер Гауер   | Бомж  |
| Грегорі Сміт   | Слік  |
| Брайан Дауні   | Дрейк |
| Моллі Дансуорт | Еббі  |
| Нік Бейтман    | Айвен |

## Створення
В 2007році, в честь виходу «Грайндхаус» Квентіна Тарантіно і Роберта Родрігеса, на кінофестивалі South by Southwest був проведений конкурс фальшивих трейлерів, переможцем якого став Джейсон Айзенер, який зняв ролик «Бомж з дробовиком». Початківець режисер деякий час вів переговори про перетворення проекту в повнометражний фільм і через три роки приступив до роботи.
Вперше ролик «Бомжа з дробовиком» показувався в Канаді перед оригінальними трейлерами «Грайндхаус». Інші фальшиві трейлери до фільмів Тарантіно і Родрігеса знімали Елай Рот, Едгар Райт, Роб Зомбі і сам Родрігес. Його «Мачете» вже перетворився на повноцінний фільм і вийшов на екрани в 2010 році. «Бомж з дробовиком» — другий трейлер проекту «Грайндхаус», перетворений на фільм.
Дейв Брунта, який знявся в головній ролі в трейлері, був замінений Рутгер Хауер. Однак Брунта з'явився у фільмі в ролі поліцейського.

## Знімальна група
- Режисер — Джейсон Айзенер
- Сценарист — Джон Дейвіс
- Продюсер — Роб Коттерилл, Нив Фічман, Пол Гросс, Френк Сіракузи
- Композитор — Даріус Голберт, Русс Говард III